# Plebejus marpurgica
Plebejus marpurgica är en fjärilsart som beskrevs av Embrik Strand 1920. Plebejus marpurgica ingår i släktet Plebejus och familjen juvelvingar. Inga underarter finns listade i Catalogue of Life.